# شبکه جی‌ام‌ای
شبکه جی‌ام‌ای (به انگلیسی: GMA Network) شرکت رسانه‌ای فیلیپینی است، که به‌عنوان یک شبکه تلویزیونی در کشور فیلیپین فعالیت می‌کند. دفتر مرکزی این شرکت در شهر کزون سیتی مستقر می‌باشد.